# جيمس سايكس
جيمس سايكس (بالإنجليزية: James Sykes)‏ هو لاعب كرة قدم كندية أمريكي، ولد في 7 نوفمبر 1954 في نيو ويفرلي في الولايات المتحدة.